# 夜田わけい
夜田　わけい（やだ わけい）は、日本の作家。

## 経歴
新潟県に生まれ、神奈川県横浜市に育つ。静岡大学農学部環境森林科学科卒業。在学中にカナダのアルバータ大学に留学し、哲学と森林学を聴講。
2019年11月に行われた第五回中国国際科幻大会で、「100年後の成都」SFコンテストの特別賞を受賞した。

2024年7月に刊行された「SFファンジン」の空想科學小説コンテストにて、作品『えっぐ／エッグ／ヱッグ！』で選外努力賞を受ける。
審査委員長は夢枕獏、審査委員はひかわ玲子、巽孝之、菊池誠、阿部毅。
選評で、ひかわ玲子に「彼の世界に対する視野の鋭さみたいなものには、わたしは敬意を感じます」「問題意識というのはSFとしてすごいものだと思うんですよ。筒井康隆もやっぱりそういうところがあったじゃないですか」「彼は筒井康隆になる資質は持っているかもしれない」等述べている。夢枕獏は「これ、全面否定しちゃまずいなと思う」とし、巽孝之は「昆虫食に関して彼は一貫してこだわっていて、ブレがない」「彼は詩人でもあるので、結構シュールレアリスム的な文章というのも意識している」「これは完全に筒井康隆さんの『バブリング創世記』（『定本バブリング創世記』として徳間文庫より刊行）へのオマージュだと思うんです」等述べている。菊池誠は「夜田さんの独特の謎のユーモアがあって」等述べている。

## 作品
- エターナロイド

初出はLINEノベル。続編の『エターナロイド:リメンバー』は青春小説大賞の最終候補になった。その後、その続編『エターナロイド∮アッチェレランド:||』と3つまとめて1つにした書籍版を電子（2020年12月）、紙版（2022年2月　ISBN 979-8750309344）と出版。
- パレット上の戦火

noteのWEB連載。2021年6月〜2022年4月まで連載。
SFファンジンの空想科學小説コンテストで最終候補に残っており、その作品は『2100』へと結実した。
その他、電子書籍としてチャかシズムを刊行している。
蟲医シリーズも出版している。
- ISBN 979-8351813707
- ISBN 979-8372869868

### 書籍掲載
- 詩と思想（土曜美術社出版）
  - 「道」掲載（2016年8月号）
  - 「Bから始まる音」掲載（2017年3月号）
- 『詩と思想詩人集2017』に「海が細胞分裂する」掲載（2017年8月）
- SFファンジンに写真詩「Der Schnelle Spuk」掲載（2017年7月、61号）
- 詩と思想の特集「地域からの発信――前橋」に『詩人の聖地前橋――ヒツクリコ ガツクリコ展を訪れて――』寄稿（2018年4月号）[13]
- 詩と思想『風の広場』（2020年11月）[14]

### 翻訳
- Tokyo Poetry Journal Vol.4に「ヒョウカ、ライガイ」の英訳掲載（抄訳、翻訳はAndrew Campana、2017年）[15]

### 編集協力
- 『物理のすべてがわかる本』Gakken（2019年4月）（ISBN 978-4054067158）
- 『心理学のすべてがわかる本』Gakken（2019年9月）（ISBN 978-4054067479）

## エピソード
- 哲学者永井均の著作『哲学的洞察』にX（当時Twitter）の投稿が引用された[16]。

- 2016年10月、静岡大学にて、アーティスト・詩人のni_kaと二人展『現代を生きるモジュール展』を企画しアーティストとして参加した[17]。

- 昆虫食を好んで食べる。ライフワークとする蟲医シリーズの作品中には、昆虫食が出てくる[18][19]。第61回SF大会「Sci-con」2023・第62回SF大会「やねこんR」2024にて、SF大会では珍しい昆虫食のイベントを行った[20][21][22]。